# Sigrid Madison
Sigrid Jenny Margareta Madison, född Engström 6 oktober 1918 i Strängsereds församling, Älvsborgs län , död 24 februari 2016 i Norra Nöbbelövs distrikt, Skåne län, var en svensk lärare och pionjär inom dyslexipedagogiken.
Sigrid Madison tog folkskollärarexamen 1941 och senare även organist- och kyrkosångarexamen. Hon har arbetat som speciallärare inom gymnasieskolan. Hon är specialiserad på dyslexi, dyskalkyli och läs- och skrivsvårigheter. Madison har skrivit flera böcker, bland annat Hoppande bokstäver, Läkande läsning 1–2 och Dyslexi – Vad är det?. Dessutom har Sigrid Madison utvecklat datorstödda träningsprogram för språk och matematik.
Hon tilldelades 2001 Carl XVI Gustafs guldmedalj i 8:e storleken för sitt arbete inom dyslexipedagogiken. Hon har även belönats av Marianne Bernadottes Dyslexifond. 
Sigrid Madison var 1945–1970 gift med läroverksadjunkten teol. kand. Barthold Madison (1905–2001), bror till Sterner Madison, och fick åtta barn mellan 1946 och 1959.
Hon avled den 24 februari 2016 vid 97 års ålder.